# Портман, Натали
Натали́ По́ртман (англ. Natalie Portman, урождённая Натали́ Хе́ршлаг, англ. Natalie Hershlag, по некоторым источникам — Не́та-Ли́ Хершла́г, ивр. נטע-לי הֵרְשְׁלַג‎; род. 9 июня 1981, Иерусалим, Израиль) — американская актриса театра и кино израильского происхождения, кинорежиссёр, сценаристка и продюсер.
Наибольшую известность получила благодаря участию в фильмах «Леон» (1994, дебютная роль) и «Близость» (2004, премия «Золотой глобус» и номинация на премии BAFTA и «Оскар» за лучшую женскую роль второго плана), а также благодаря трилогии-приквелу к «Звёздным войнам». Обладательница премий «Оскар», «Золотой глобус», BAFTA и «Сатурн» в номинации «Лучшая женская роль» в фильме «Чёрный лебедь» (2010).
В карьере актрисы были и другие заметные роли в кино, а также в театре. Так ещё в 1990-х годах она сыграла главные роли в фильмах «Красивые девушки» и «Где угодно, только не здесь». В июле 2001 года она сыграла в спектакле по пьесе А. П. Чехова «Чайка». Для роли в фильме «V — значит вендетта» (2006), за которую она получила премию «Сатурн» лучшей киноактрисе, актриса побрила голову и училась говорить с британским акцентом. Также Портман сыграла ведущие роли в исторических драмах «Призраки Гойи» (2006) и «Ещё одна из рода Болейн» (2008), наряду с этим сыграв Джейн Фостер в супергеройских фильмах Кинематографической вселенной Marvel «Тор» (2011) и «Тор 2: Царство тьмы» (2013), что сделало её одной из самых высокооплачиваемых актрис мира. В мае 2008 года она стала самым молодым членом жюри 61-го Каннского кинофестиваля. Её режиссёрский дебют, короткометражный фильм «Ева», открыл конкурс короткометражных фильмов 65-го Венецианского кинофестиваля.

## Ранние годы и образование
Натали Хершлаг родилась 9 июня 1981 года в Иерусалиме, в семье Авнера Хершлага и Шелли Стивенс. Отец актрисы — специалист по лечению бесплодия и репродуктивной эндокринологии, профессор кафедры акушерства и гинекологии Медицинской школы Хофстра (Hofstra North Shore — Long Island Jewish School of Medicine at Hofstra University, США, штат Нью-Йорк), выпускник Медицинской школы Хадасса Еврейского университета в Иерусалиме. Мать — бывшая домохозяйка, а сейчас — агент Натали. Предки актрисы по материнской линии — евреи из Российской империи и Австро-Венгрии (они иммигрировали [когда?] в США из Кавского (ныне в Стрыйском районе (Карпатский регион), Львовская область, Украина) и изменили фамилию с Эдельштейн на Стивенс), а по отцовской линии — из Румынии и Польши. Дед Натали по отцовской линии, родители которого погибли в Освенциме, был профессором экономики в Израиле, а её прабабушка румынского происхождения была оперативником британской разведки во время Второй мировой войны. Сценический псевдоним «Портман» — фамилия предков актрисы со стороны бабушки по материнской линии, Бернис Стивенс (в девичестве Гурвич, 1924—2014).
Авнер и Шелли встретились в еврейском студенческом центре в Университете штата Огайо, где Шелли продавала билеты. Они начали переписываться после того, как Авнер вернулся в Израиль, а через несколько лет Шелли приехала к нему, и они поженились. Когда Натали было три года, семья переехала из Израиля в США, где отец девочки мог повысить свою квалификацию. Сначала они жили в Вашингтоне, где актриса посещала еврейскую дневную школу Чарльза И. Смита и училась говорить на иврите, но в 1988 году переехали в Коннектикут и окончательно обосновались на Лонг-Айленде, штат Нью-Йорк, в 1990 году. Натали Портман имеет двойное гражданство — США и Израиля. По этому поводу она сказала следующее: «Я очень люблю Соединённые Штаты, но моё сердце в Иерусалиме — там я чувствую себя дома».
С четырёх лет Натали занималась танцами и выступала с местными труппами. Она посещала еврейскую начальную дневную школу Соломона Шехтера в городке Глен-Ков, штат Нью-Йорк, и окончила Сайоссетскую старшую школу. В 1998 году, во время учёбы в средней школе, Натали стала соавтором (вместе с учёными Яном Хёрли и Джонатаном Вудвардом) исследовательской работы на тему «Ферментативная выработка водорода», которая дала ей возможность участвовать в научных соревнованиях Intel, где она дошла до полуфинала. В июне 2003 года Натали стала выпускницей Гарварда, получив степень бакалавра в области психологии. «Я не волнуюсь, разрушает ли колледж мою карьеру. Я лучше буду образованной, чем кинозвездой», — сказала она в интервью New York Post. Кроме двух родных языков — иврита и английского — Натали изучала французский, немецкий, японский и арабский.

## Карьера

### Первые роли
Все свои каникулы Портман проводила в театральном лагере Stagedoor Manor Performing Arts Camp. В 10 лет Натали участвовала в кастинге к спектаклю «Ruthless!» о девочке, собирающейся совершить убийство, чтобы получить главную роль в школьной постановке, и была выбрана дублёром Лоры Белл Банди. Тогда же агент фирмы Revlon предложил ей стать моделью, но она отказалась, так как мечтала об актёрстве. В интервью одному из журналов Портман сказала: «Я отличалась от других детей. Я была амбициознее, знала, что мне нравится и чего я хочу, и усердно работала. Я была очень серьёзным ребёнком».
В 1993 году Натали прошла кастинг к фильму Люка Бессона «Леон» (фр. Léon), где сыграла свою первую главную роль, девочку по имени Матильда, которая дружит с наёмным убийцей Леоном (Жан Рено). Вскоре после получения роли актриса в целях секретности взяла псевдоним «Портман», однако на DVD-диске с режиссёрской версией фильма она упоминается в титрах как Натали Хершлаг. Фильм вышел в прокат 18 ноября 1994 года и в целом получил положительные отзывы. Таким образом, её дебют в художественном кино состоялся, когда ей было всего 13 лет.
В том же году Натали появилась в короткометражном телевизионном фильме «Развитие» в роли Нины, дочери больной раком лёгких женщины по имени Бри (Лоурен Кон).

### Продолжение карьеры
В 1995 году Портман сыграла в фильме «Схватка» с Аль Пачино и Робертом Де Ниро. Она появилась в роли Лорен Густафсон, приёмной дочери главного героя. Хотя фильм не получил никаких наград, он был отмечен критиками и стал коммерчески успешным.
В 1996 году на экраны вышли сразу три фильма с участием Натали. Первой была роль Марти в мелодраме «Красивые девушки» — фильме о жизни и отношениях бывших одноклассников. Затем последовала роль Лоры Дендридж в мюзикле Вуди Аллена «Все говорят, что я люблю тебя». Третьим был фильм «Марс атакует!» — фантастическая комедия Тима Бёртона о попытке захвата марсианами нашей планеты. Здесь Натали сыграла Тэффи Дэйл, дочь президента США. Предполагалось, что Портман получит главную роль в фильме «Ромео + Джульетта», но режиссёр Баз Лурманн решил, что она слишком мала, и роль отошла к Клэр Дейнс.
Натали сыграла главную роль в бродвейской постановке «Дневник Анны Франк» (1997) по реально существующему дневнику еврейской девочки, который та вела в период нацистской оккупации Нидерландов.

### Первые номинации
В мае 1999 года на экраны вышел фильм Джорджа Лукаса «Звёздные войны. Эпизод I. Скрытая угроза» с Портман в роли Падме Амидалы, королевы планеты Набу. До съёмок Натали не видела предыдущие фильмы серии. Хотя в технических номинациях картина претендовала на премию «Оскар», в целом она получила смешанные отзывы критиков и была номинирована на семь премий «Золотая малина», включая номинацию за худшую экранную пару (Натали Портман и Джейк Ллойд). Тем не менее фильм собрал в мировом прокате 924,3 миллиона долларов и стал девятым в списке самых кассовых.
Интересно также, что роль Сабэ, служанки Падме Амидалы, предстающей в её образе для защиты королевы, сыграла Кира Найтли, которая внешне очень похожа на Натали Портман. Фразы Сабэ в фильме были дублированы голосом Натали. Даже матери этих двух актрис не смогли отличить одну от другой, когда те были в гриме. До этой роли Кира Найтли играла незаметные роли в сериалах и на телевидении. Таким образом, роль Сабэ стала для неё первой в большом кино, и получила она её исключительно благодаря внешнему сходству с Натали Портман. Стало быть, Натали повлияла, хоть и косвенно, на карьеру Киры.
В сентябре того же года Натали появилась в драме «Где угодно, только не здесь». Она сыграла Энн Огаст, девушку, взгляды которой на жизнь отличаются от планов её матери (Сьюзан Сарандон). За эту роль Портман была номинирована на премии «Молодой актёр» и «Золотой глобус» (лучшая женская роль второго плана). Критик Мэри Элизабет Уильямс назвала актрису «изумительной» и отметила, что она «в отличие от других актрис её возраста, не слишком сентиментальна и не слишком мужественна». Сначала она отказалась играть главную роль в этом фильме, так как в первоначальном варианте сценария была предусмотрена сексуальная сцена с участием Натали. Но перед началом съёмок Сьюзен Сарандон сказала продюсерам, что не будет сниматься в фильме, если Натали Портман не сыграет роль её дочери. Поэтому она вместе с режиссёром Уэйном Ваном потребовала переработки сценария, что и было сделано, и Натали присоединилась к проекту.
Натали также сыграла в фильме «Там, где сердце» (2000). Её героиня, 17-летняя беременная девушка Новали Нэйшн, остаётся одна в чужом городе, без средств к существованию и людей, которые могут ей помочь, и решает начать жизнь заново. За эту роль Натали была номинирована на премии «Молодой актёр» и Teen Choice Awards и выиграла премию Young Star Awards.

### Учёба в университете
После окончания съёмок в фильме «Там, где сердце» Портман поступила на психологический факультет Гарвардского университета. В одном из интервью она заявила, что в течение следующих четырёх лет не будет сниматься нигде, кроме «Звёздных войн», чтобы сконцентрироваться на учёбе. Натали помогала известному американскому адвокату Алану Дершовицу в его исследованиях, что было отмечено в его книге «The case of Israel». Отклик Портман на опубликованное в университетской газете эссе антиизраильской направленности был признан написанным весьма неплохо. В 2002 году Натали стала соавтором исследовательской работы под названием «Активность лобной доли мозга при объектном постоянстве» (англ. «Frontal Lobe Activation During Object Permanence»).

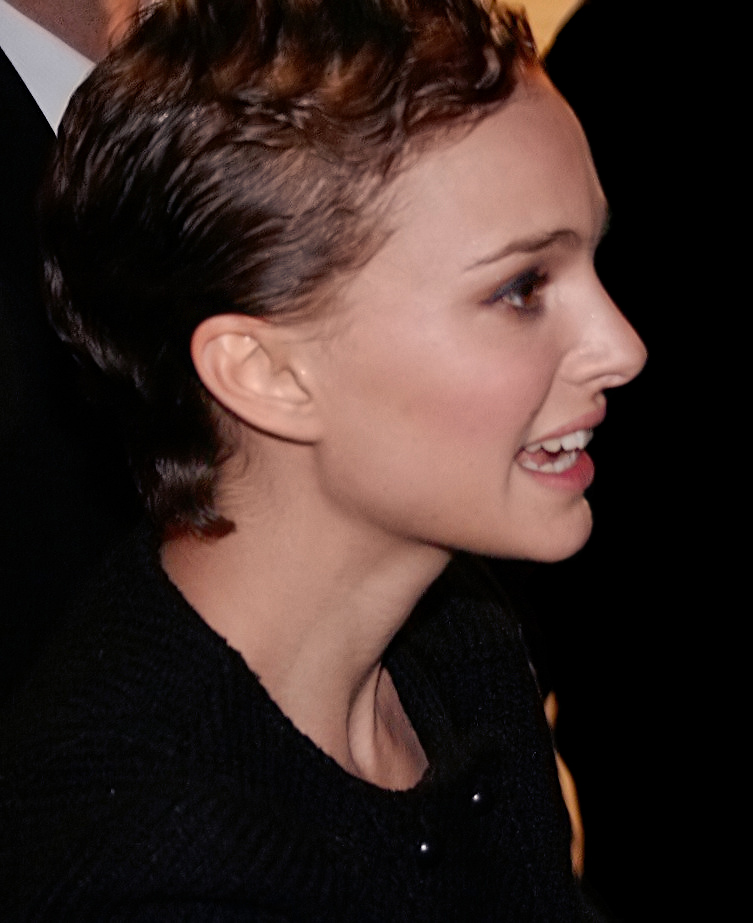
Натали Портман на Берлинском кинофестивале в 2006 году

Научные работы Портман сделали её одной из немногих актрис с определённым числом Эрдёша-Бэйкона (у неё оно составляет 5+2=7, см. также число Эрдёша) — это полушуточный метод, основанный на теориях тесного мира и шести рукопожатий, определяющий минимальное совокупное число связей через научные работы и роли в фильмах, которыми определённый человек отделён, соответственно, от венгерского математика Пола Эрдёша и американского актёра Кевина Бэйкона. В 2003 году актриса окончила Гарвард с дипломом бакалавра в области психологии. Весной 2004 года Портман проходила обучение в Еврейском университете в Иерусалиме. В марте 2006 года она прочитала лекцию в Колумбийском университете на тему противодействия терроризму, рассказывая, в частности, о фильме «V — значит вендетта».
Во время учёбы Натали не прекращала актёрскую деятельность. С июня по сентябрь 2000 года она участвовала в съёмках фильма «Звёздные войны. Эпизод II. Атака клонов», проходивших в Сиднее, а также в Испании, Италии и Тунисе. Выйдя в прокат 16 мая 2002 года, фильм, как и предыдущий в серии, не получил широкого признания у критиков. На этот раз Портман была номинирована уже на две премии «Золотая малина» (худшая женская роль второго плана и худшая экранная пара), но в то же время актриса получила номинацию на премию «Сатурн» и выиграла премию Teen Choice Awards.
В июле 2001 года Натали сыграла Нину в спектакле по пьесе А. П. Чехова «Чайка» в театре Делакорт в Центральном парке. В этой постановке Майка Николса также были задействованы Мерил Стрип, Кевин Клайн и Филип Сеймур Хоффман. В том же году она стала одной из многих знаменитостей, появившихся в незначительных ролях в комедии Бена Стиллера «Образцовый самец». Портман также сыграла небольшую роль в военной драме Энтони Мингеллы «Холодная гора» с Николь Кидман и Джудом Лоу.

### Последующие работы
В 2004 году Натали появилась в двух независимых фильмах. Первой была драма Зака Браффа «Страна садов», где она сыграла патологическую лгунью по имени Сэм. Картина была широко признана критиками, участвовала в кинофестивале «Сандэнс» и получила премию «Независимый дух» за лучший дебютный фильм, а Натали за эту роль была номинирована на две премии MTV Movie Awards и четыре премии Teen Choice Awards. Затем последовала роль Элис в фильме Майка Николса «Близость». Элис Айрес — молодая стриптизёрша, только что приехавшая в Лондон из Америки. В картине рассказывается история её отношений с Дэном Вульфом (Джуд Лоу). За эту роль Портман получила премию «Золотой глобус», а также была номинирована на множество других премий, включая «Оскар» и BAFTA.

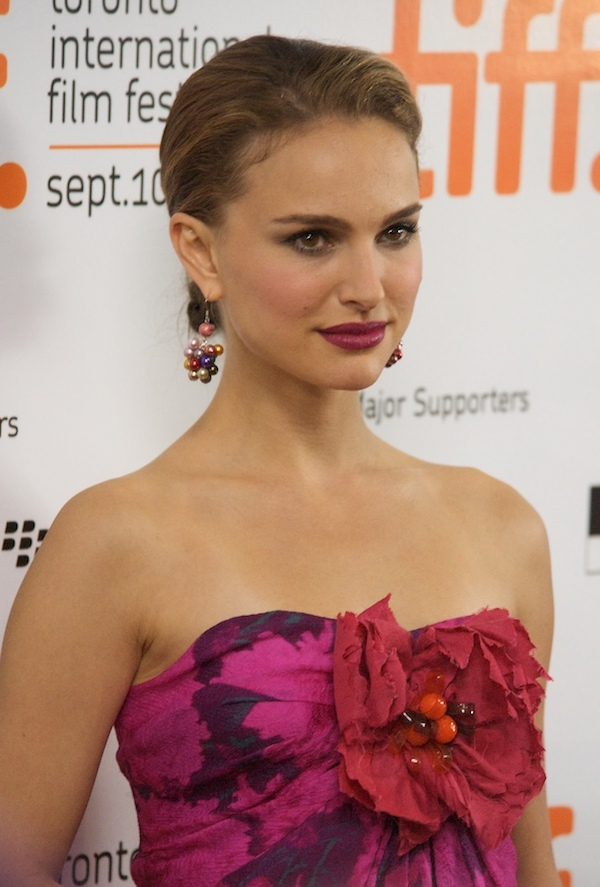
Натали Портман на премьере фильма «Любовь и прочие обстоятельства» во время кинофестиваля в Торонто в 2009 году

15 мая 2005 года на Каннском кинофестивале состоялась премьера последнего из приквелов к «Звёздным войнам» под названием «Звёздные войны. Эпизод III. Месть ситхов». Этот эпизод был принят критиками и публикой намного теплее, чем предыдущие два фильма. Кроме того, картина стала самым кассовым фильмом года в США. Игра Натали была отмечена номинациями на премии «Сатурн» и Teen Choice Awards. Тогда же вышла картина «Свободная зона». На съёмках фильма в Иерусалиме Натали готовилась к сцене поцелуя. Прохожие заметили, что в кадр попадает Стена плача и прогнали актрису и всю съёмочную группу.
В конце года состоялась премьера фильма «V — значит вендетта» с Портман в главной женской роли. Лента поставлена по одноимённому антиутопическому графическому роману Алана Мура. Действие происходит в 2038 году, в котором Британия — тоталитарное государство. По сюжету героиню Натали, девушку по имени Иви Хэммонд, арестовывают за антиправительственную деятельность, поэтому актрисе пришлось обриться налысо. По поводу своей новой стрижки Натали сказала: «Резкие необратимые перемены всегда интересны, и именно это придало мне смелости». Также Натали специально занималась с преподавателем сценической речи, учась говорить с британским акцентом. За роль Иви актриса уже в который раз была номинирована на премии «Сатурн» и Teen Choice Awards. Исполнительница главной роли отметила политическую важность фильма и упомянула, что главный герой, который вербует Иви в члены антиправительственной группы, часто совершает плохие поступки, которые не нравятся зрителям. Натали хотела сыграть эту роль, так как, будучи гражданкой Израиля, видит проблемы терроризма и насилия крайне актуальными. Также актриса сказала, что фильм не делает никаких ясных и чётких выводов, оставляя это право зрителям.
В киноальманахе «Париж, я люблю тебя» (2006) Натали сыграла во фрагменте «Faubourg Saint-Denis». Её героиня, девушка по имени Франсин, будущая актриса, влюбляется в слепого по имени Томас (Мельхиор Беслон). В конце 2006 года вышел фильм Милоша Формана «Призраки Гойи», где Портман появилась в роли Инес Бельбатуа, музы знаменитого испанского портретиста Франциско Гойи. До этого режиссёр не видел ни одной работы Натали, но заметил её сходство с девушкой на картине Гойи «Молочница из Бордо» и пригласил на съёмки.
4 марта 2006 года Натали приняла участие в шоу «Субботним вечером в прямом эфире». В SNL Digital Short она изобразила сердитого гангста-рэпера, дающего интервью Крису Парнеллу. Песня «Рэп Натали» была выпущена в 2009 году в альбоме «Incredibad» американской комедийной группы The Lonely Island. В другом скетче она сыграла студентку по имени Ребекка Хершлаг (настоящая фамилия актрисы) на праздновании бат-мицвы, а ещё в одном скетче сыграла специалиста по репродуктивной медицине (профессия отца актрисы).

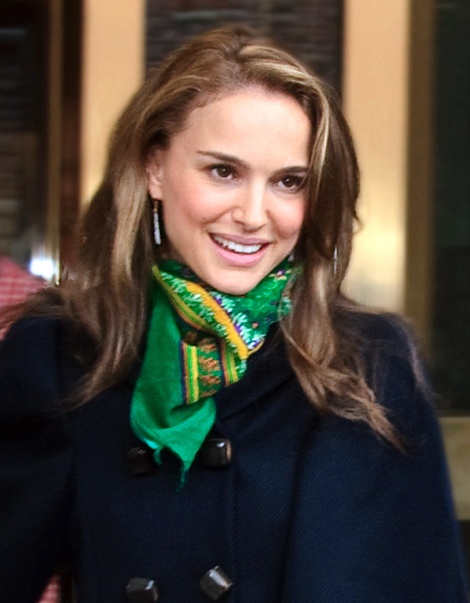
Натали Портман на кинофестивале в Торонто в 2009 году

В мае 2007 года фильм Вонг Карвая «Мои черничные ночи» с Портман в одной из второстепенных ролей открыл конкурсную программу 60-го Каннского кинофестиваля. Героиня Натали — Лесли, девушка-игрок, привыкшая блефовать и потому считающая сообщение о скорой смерти отца очередной ложью. Когда же оказывается, что её отец действительно умер, она чувствует себя виноватой в том, что не поверила. Эта роль Портман получила высокие оценки критиков, так как, по выражению Ричарда Корлисса, «на этот раз она играет не беспризорницу или ребёнка-принцессу, а зрелую, склонную к полноте женщину, и актриса уже не может использовать на благо в кадре свою привлекательную внешность». В том же году Натали озвучила подругу Барта Симпсона Дарси в эпизоде «Маленькая большая девочка» 18-го сезона Симпсонов. Также Натали Портман появилась в снятом Мишелем Гондри музыкальном видео Пола Маккартни «Dance Tonight» из его альбома «Memory Almost Full» 2007 года.
3 сентября вышло сразу два фильма с участием Портман: приключенческая комедия «Поезд на Дарджилинг» и короткометражка «Отель „Шевалье“», являющаяся прологом к этому фильму. В обеих картинах Натали сыграла эпизодическую роль подружки младшего из трёх братьев, Джека. В «Отеле „Шевалье“» она во второй раз за свою карьеру появилась на экране в обнажённом виде (первый раз был в фильме «Призраки Гойи»). В ноябре увидел свет фильм Зака Хельма «Лавка чудес». Портман появилась в роли Молли Махоуни, юной пианистки, которая работает в магазине игрушек мистера Магориума (Дастин Хоффман).
Февраль 2008 года ознаменовался выходом в прокат исторической драмы «Ещё одна из рода Болейн» об эпохе правления короля Генриха VIII и соперничестве сестёр Анны (Натали Портман) и Марии (Скарлетт Йоханссон) Болейн за его сердце. После выхода этого фильма журнал Blender назвал Натали одной из самых горячих женщин кино и телевидения.
В 2008 году Портман попробовала себя и в роли режиссёра. Её режиссёрский дебют, короткометражка «Ева», был представлен 1 сентября во внеконкурсном показе на Венецианском кинофестивале. Это фильм о том, как молодая женщина вмешивается в романтическое свидание своей бабушки из-за необходимости позаботиться о ней и её пожилом партнёре. Главные роли в этом фильме сыграли голливудские легенды Лорин Бэколл и Бен Газзара. Как сказала Натали, она всегда восхищалась старшим поколением и черпала вдохновение для образа пожилой героини своего фильма у своей собственной бабушки. 6 сентября вышел киноальманах «Нью-Йорк, я люблю тебя», в котором Натали была режиссёром одной из новелл, а также сыграла главную роль (Рифку Мэлоун) в другой.

### Последние фильмы и текущие проекты
В октябре 2009 года состоялась премьера военной драмы «Братья» с участием Джейка Джилленхола, Тоби Магуайра и Натали в главных ролях. Фильм повествует о внезапно вспыхнувших чувствах между Грэйс Кэхилл и Томми, младшим братом её мужа Сэма, ушедшего на войну в Афганистан.

Осенью 2010 года вышел фильм «Любовь и прочие обстоятельства» с Портман в главной роли. Её героиня — молодой адвокат Эмилия Гринлиф, пережившая ужасную трагедию: её новорождённая дочь Изабель умерла, прожив всего три дня. Эмилия впадает в глубокую депрессию. Вновь обрести вкус к жизни героине помогает общение с сыном супруга от первого брака. Натали также является продюсером этой картины.

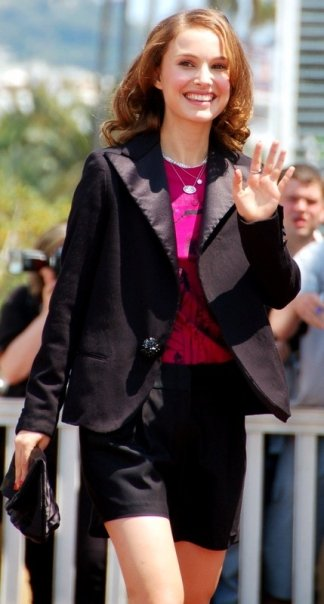
Натали Портман на Каннском кинофестивале в 2008 году (член жюри)

В сентябре 2010 года в прокат вышел «Чёрный лебедь» Даррена Аронофски (премьера в России состоялась в феврале 2011 года). В нём Портман сыграла балерину, стремление которой получить роль в балете «Лебединое озеро» перерастает в одержимость. Чтобы подготовиться к этой роли, ей пришлось тренироваться от 5 до 8 часов каждый день в течение 6 месяцев и похудеть на 9 килограммов. Впрочем, в конечном счёте большую часть постановок на сцене исполнила Сара Лейн, прима-балерина Американского театра балета с 22-летним стажем. По словам самой Лейн, Портман является изумительной актрисой, но за полтора года решительно невозможно достигнуть того уровня профессионализма, который требовался для исполнения крайне трудных даже для опытных балерин сцен в фильме.
В январе 2011 года Натали получила премию «Золотой Глобус» как лучшая актриса за роль в этом фильме. А в феврале 2011 года получила «Оскар» в той же номинации. После получения Портман премии «Оскар» возник спор по поводу того, кто выполнил большую часть танца на сцене в фильме. Сара Лейн утверждала, что Натали выполнила лишь 5 % танца. Кроме того, балерина сказала, что создатели фильма попросили её не говорить об этом, пока не пройдёт церемония вручения премии. Режиссёр Аронофски встал на защиту актрисы, настаивая на том, что Портман исполнила 80 % танца.
21 января 2011 года вышла романтическая комедия «Больше чем секс». Компанию актрисе составил Эштон Кутчер. Картина собрала хорошую кассу, окупив производственный бюджет в несколько раз. Многие критики полагали, что роль в данном фильме могла дискредитировать «серьёзный статус» актрисы и поставить крест на получении «Оскара» за роль в фильме «Чёрный лебедь» (чего в итоге не произошло). Сама актриса призналась, что не любит сниматься в романтических комедиях, объяснив желание сняться в этом фильме тем, что он не похож на все остальные картины данного жанра.
Следующей актёрской работой Натали стала вновь комедия «Храбрые перцем», мировая премьера которой прошла 8 апреля 2011 года, а 12 мая картина вышла в России. Но данный фильм пользовался уже намного меньшей популярностью у зрителей, провалившись в прокате, не окупив производственный бюджет и получив, по большей части, разгромные рецензии кинокритиков. Роджер Эберт поставил фильму лишь одну звезду из четырёх, назвав героиню Портман клоном Зены, не имеющей никакой индивидуальности.
После экспериментов с комедийными картинами Портман вернулась к драматическим ролям, сыграв роль Джейн Фостер в фильме КВМ Кеннета Брана «Тор», который вышел в российский прокат 28 апреля 2011 года. Картина собрала неплохую кассу, получив, по большей части, положительные отзывы кинокритиков.
В частности, Алекс Экслер похвалил Натали Портман, сказав, что она сыграла даже лучше, чем требуется для комикса.
В 2012 году приняла участие в создании студийного альбома Пола Маккартни Kisses on the Bottom, а также вместе с Джонни Деппом снялась в видеоклипе на песню «My Valentine». В следующем году она вернулась к роли Джейн Фостер в фильме «Тор 2: Царство тьмы», который заработал более 644 миллионов долларов по всему миру и стал 10-м самым кассовым фильмом 2013 года.
В июле 2013 года объявила о съёмках своего первого фильма по мотивам книги писателя Амоса Оза «Повесть о любви и тьме» — трагикомических мемуаров, действие которых разворачивается во время образования Государства Израиль. Фильм стал режиссёрским дебютом Портман, которая также участвовала в написании сценария и сыграла в ленте душевнобольную мать главного героя. Премьера экранизации состоялась на Каннском кинофестивале 2015 года.
В 2016 году актриса сыграла главную роль в фильме Пабло Ларраина «Джеки», биографической драме о судьбе Жаклин Кеннеди, жены президента США Джона Ф. Кеннеди, после того, как её муж был убит. Данная роль принесла ей Премию гильдии киноактёров, а также номинации на Оскар, Золотой глобус и BAFTA в категории «Лучшая женская роль».
В 2018 году на экраны вышел научно-фантастический фильм ужасов «Аннигиляция», в котором Портман снялась в одной из главных ролей, сыграв роль биолога и бывшего солдата. Бенджамин Ли, пишущий для The Guardian, назвал игру Портман «сильным, отчаянно неотразимым выступлением, вовлекающим нас в её миссию и связанный с ней брак (флэшбеки, рассказывающие о её отношениях с Айзеком, удивительно милые, остроумные и сексуальные), вызывая сопереживания без всякой сентиментальности». В том же году можно было увидеть Портман в музыкальной драме «Голос люкс», где она исполнила роль знаменитой певицы, которая в детстве стала свидетелем массового убийства, что оставило отпечаток на всей её последующей жизни. Также, в 2018 году состоялась мировая премьера фильма «Смерть и жизнь Джона Ф. Донована». В нём Портман сыграла мать персонажа Джейкоба Трамбле, в 11-летнем возрасте вступившего в переписку со знаменитым актёром Джоном Донованом.
Для краткого появления Портман в супергеройском фильме 2019 года «Мстители: Финал» были использованы новая озвучка и неиспользованные кадры из фильма «Тор 2: Царство тьмы». Затем она сыграла психологически проблемного астронавта (персонаж основан на жизни астронавта Лизы Новак) в драматическом фильме «Люси в небесах» режиссёра Ноя Хоули. Она заменила продюсера фильма Риз Уизерспун, которая отказалась от участия из-за конфликта в расписании. Фильм был плохо принят, хотя игра Портман получила высокую оценку. В следующем году она озвучила документальный фильм Disney+ о природе «Дельфиний риф» и озвучила Джейн Фостер в мультсериале «Что, если…?». В 2022 году Портман повторила роль Фостер в сиквеле «Тор: Любовь и гром», где её персонаж становится Могучим Тором. Она согласилась вернуться во франшизу после встречи с режиссёром Тайкой Вайтити, который предложил изобразить её героиню «авантюрно, весело и смешно». Готовясь к съёмкам, Портман взяла реквизит «Мьёльнира» домой, чтобы попрактиковаться в его использовании в своих трюках. Ник Аллен из RogerEbert.com высказал мнение: «И в её человеческом, и в героическом состоянии игра Портман передаёт, почему так здорово снова увидеть Джейн». Портман была номинирована на премию «Critics' Choice Super Awards» за лучшую женскую роль в супергероическом фильме.
По результатам опроса читателей журнала Empire в 2022 году Портман была признана одной из 50 величайших актёров всех времен.
Портман и её партнёр-продюсер Софи Мас основали продюсерскую компанию MountainA в 2021 году и подписали контракт с правом первого выбора (англ. first-look television deal) с Apple TV+. Первым проектом компании стала драма режиссёра Тодда Хейнса «Май декабрь» с Портман и Джулианной Мур в главных ролях, премьера которой состоялась на Каннском кинофестивале 2023 года. Портман сыграла актрису, собирающуюся сыграть женщину (которую играет Мур), вышедшую замуж за гораздо более молодого мужчину. Портман было приятно работать с Хейнсом, творчеством которого она восхищалась, и играть морально неоднозначного персонажа. Джеффри Макнаб из The Independent считал, что фильм «был оживлён потрясающей игрой Портман и Мур». Затем MountainA выпустила документальный сериал HBO «Город ангелов» о первом сезоне футбольного клуба «Эйнджел Сити», соучредителем которого была Портман. Третьим проектом MountainA станет «Леди в озере», мини-сериал Apple TV+, адаптация одноимённого романа Лоры Липпман, в котором Портман играет главную роль домохозяйки 1960-х годов, ставшей журналисткой-расследователем.

## Личная жизнь и убеждения
Портман в 8 лет стала вегетарианкой, отказавшись от мяса всех видов — после того, как увидела демонстрацию хирургического лазера на цыплёнке во время медицинской конференции с её отцом. В 2009 году, после прочтения книги Джонатана Сафрана Фоера «Мясо. Eating Animals», отказалась от всех остальных продуктов животного происхождения и стала строгим веганом. Однако на время беременности в 2011 году она вернулась от веганства к вегетарианству, став снова употреблять яйца и молочные продукты.
Натали защищает права животных и окружающую среду. Она не носит мех, перья и кожу. «Вся моя обувь из Target или от Стеллы Маккартни», — сказала она. В 2007 году Натали запустила собственную линию обуви из искусственных материалов, а также съездила в Руанду вместе с Джеком Ханной, чтобы снять документальный фильм под названием «Гориллы на грани» (англ. Gorillas on the Brink). В детстве Портман была участницей экологической вокальной и танцевальной группы «Мировой детский патруль» (World Patrol Kids). Также она является членом движения «Один голос». Было объявлено, что в 2009 году актриса примет участие в рекламной кампании организации PETA (Люди за этичное обращение с животными, англ. People for the Ethical Treatment of Animals), направленной против использования натурального меха.

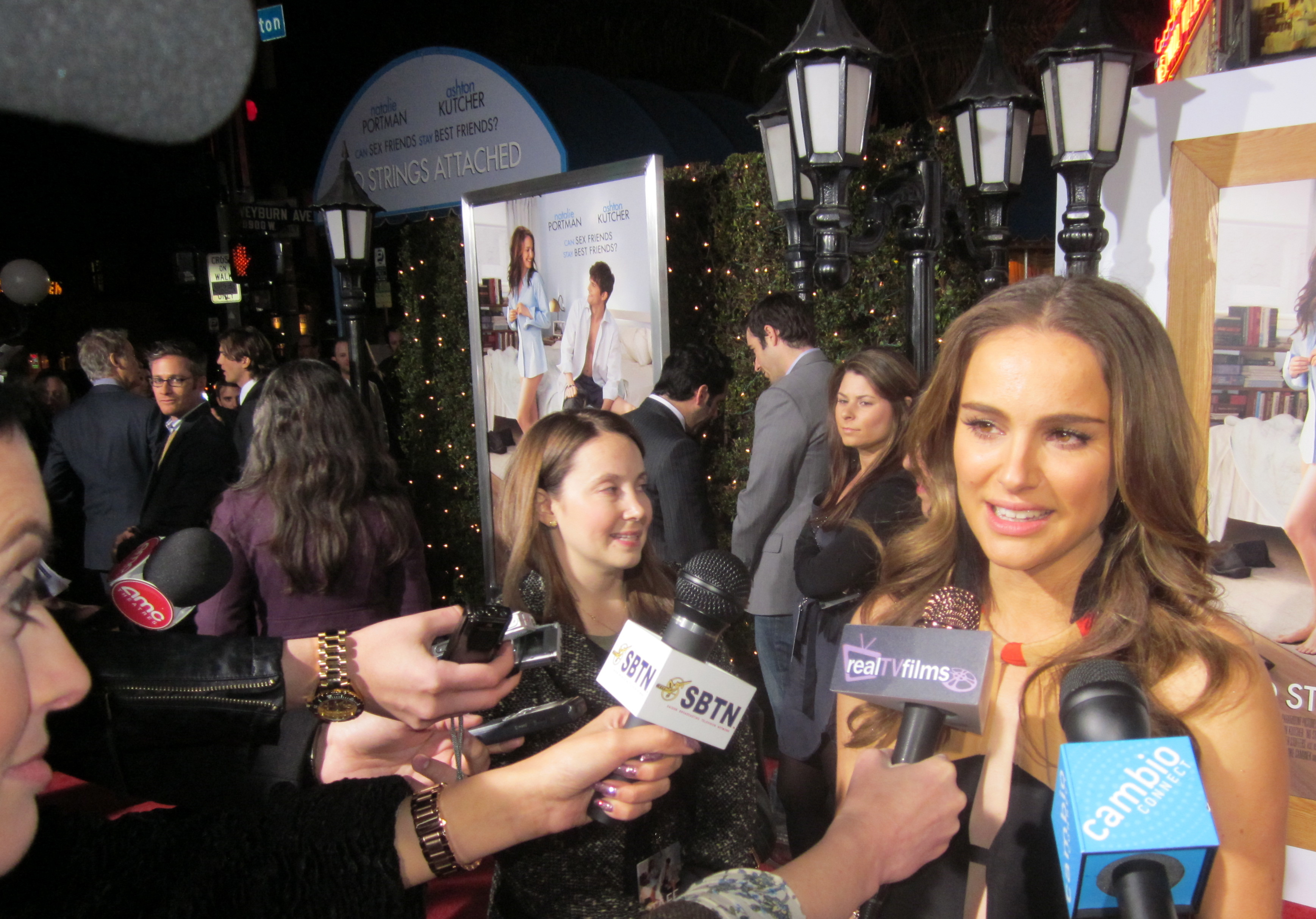
Натали Портман на премьере фильма «Больше чем секс» в 2011 году

В 2004 и 2005 годах Натали посещала Уганду, Гватемалу и Эквадор в качестве посла организации FINCA International, которая помогает жителям бедных стран получить микрокредиты, чтобы начать собственный бизнес. В закулисном интервью на концерте Live 8 в Филадельфии и на передаче Foreign Exchange with Fareed Zakaria канала PBS актриса также говорила о микрофинансировании. Ведущий передачи Фарид Закария сказал, что «всегда опасался включать в свою передачу знаменитостей с их модными причинами», но согласился включить эпизод с Портман, так как «она действительно была в теме». 29 апреля 2007 года в утренней воскресной передаче канала ABC This Week with George Stephanopoulos Портман обсудила свою работу с FINCA, а также то, какую пользу это может принести женщинам и детям стран третьего мира. Осенью того же года Натали посетила несколько университетов, включая Гарвард, Калифорнийский университет в Лос-Анджелесе и в Беркли, Стэнфорд, Принстон, Нью-Йоркский и Колумбийский университеты, чтобы рассказать студентам о силе микрофинансирования и убедить их вступать в FINCA. В 2010 году, благодаря своей активной пропагандистской работе среди молодёжи, Натали была номинирована на премию Do Something телеканала VH1, которой награждают людей, делающих что-то хорошее.
Актриса принимала участие и в предвыборных президентских кампаниях разных лет, являясь сторонницей Демократической партии. Она выступала с критикой политики Джорджа Буша-младшего и шутила, что те, кто поддерживают Буша — «президента, который провёл в отпуске больше дней, чем кто-либо из его предшественников», — должны дать ему «длительный отпуск». В 2004 году она поддерживала кандидата от Демократической партии Джона Керри, а на предварительных выборах 2008 года — сенатора Хиллари Клинтон. Когда же кандидатом в президенты от Демократической партии был избран Барак Обама, Натали также поддержала его кампанию. Однако в интервью 2008 года она сказала: «В какой-то степени мне даже импонирует Джон Маккейн. Я не согласна с его отношением к войне, что само по себе немаловажно, но я думаю, что он очень нравственный человек». В 2012 году вновь поддержала Обаму. В 2018 году Портман отказалась от поездки в Израиль и получения премии «Генезис», мотивируя нежеланием одобрять деятельность премьер-министра Нетаньяху, выступление которого ожидалось на церемонии. Портман объяснила, что «жестокое обращение с теми, кто страдает от сегодняшних злодеяний, просто не соответствует моим еврейским ценностям», предположительно подразумевая применение силы израильской армией против протестующих палестинцев на границе с сектором Газа.
В 2009 году подписала петицию в поддержку Романа Полански в связи с его уголовным преследованием по уголовному делу 1977 года об изнасиловании 13-летней Саманты Гейли. В 2018 году Портман сказала, что очень сожалеет о подписании данной петиции.
У Портман были романтические отношения с актёрами Гаэлем Гарсиа Берналем и Джейком Джилленхолом. В майском номере журнала Vogue за 2002 год Натали назвала актёра и музыканта Лукаса Хааса и музыканта Моби своими близкими друзьями. Хотя сообщалось, что актриса встречается с солистом группы Maroon 5 Адамом Левином, последний утверждает, что они всего лишь друзья. Предполагается, что Натали встречалась и с членом известной семьи мультимиллиардеров Нэтом Ротшильдом. Снявшись в клипе на песню «Carmensita», Портман стала встречаться с венесуэльским фолк-певцом Девендрой Банхартом. Их отношения закончились в сентябре 2008 года.
Во время съёмок фильма «Чёрный лебедь» Натали начала встречаться с танцором Нью-Йоркского театра балета Бенжаменом Мильпье, французским евреем по происхождению. 27 декабря 2010 года представители актрисы сообщили прессе, что Натали и Бенжамен обручились и ждут ребёнка. 14 июня 2011 года Натали родила сына, Алефа Мильпье-Портмана. 4 августа 2012 года Портман и Мильпье поженились. 22 февраля 2017 родилась дочь Амалия Мильпье-Портман. В 2024 году они развелись из-за измены Бенджамина. 8 марта 2024 года было официально объявлено о разводе.

## Фильмография

### Актёрские работы
| Год       |     | Русское название                         | Оригинальное название                      | Роль                       |
| --------- | --- | ---------------------------------------- | ------------------------------------------ | -------------------------- |
| 1994      | ф   | Леон                                     | Léon                                       | Матильда                   |
| 1994      | кор | Развитие                                 | Developing                                 | Нина                       |
| 1995      | ф   | Схватка                                  | Heat                                       | Лорен Густафсон            |
| 1996      | ф   | Красивые девушки                         | Beautiful Girls                            | Марти                      |
| 1996      | ф   | Все говорят, что я люблю тебя            | Everyone Says I Love You                   | Лора Дендридж              |
| 1996      | ф   | Марс атакует!                            | Mars Attacks!                              | Тэффи Дэйл                 |
| 1999      | ф   | Звёздные войны. Эпизод I: Скрытая угроза | Star Wars Episode I: The Phantom Menace    | королева Амидала / Падме   |
| 1999      | ф   | Где угодно, только не здесь              | Anywhere but Here                          | Энн Огаст                  |
| 2000      | ф   | Там, где сердце                          | Where the Heart Is                         | Новали Нэйшн               |
| 2001      | ф   | Образцовый самец                         | Zoolander                                  | камео                      |
| 2002      | ф   | Звёздные войны. Эпизод II: Атака клонов  | Star Wars Episode II: Attack of the Clones | сенатор Падме Амидала      |
| 2003      | ф   | Холодная гора                            | Cold Mountain                              | Сара                       |
| 2004      | ф   | Страна садов                             | Garden State                               | Саманта / Сэм              |
| 2004      | ф   | Близость                                 | Closer                                     | Элис Айрес / Джейн Джонс   |
| 2005      | ф   | Звёздные войны. Эпизод III: Месть ситхов | Star Wars Episode III: Revenge of the Sith | Падме Амидала              |
| 2005      | ф   | Свободная зона                           | Free Zone                                  | Ребекка                    |
| 2005      | ф   | V — значит вендетта                      | V for Vendetta                             | Иви Хэммонд                |
| 2006      | ф   | Париж, я люблю тебя                      | Paris, je t'aime                           | Франсин                    |
| 2006      | ф   | Призраки Гойи                            | Goya's Ghosts                              | Инес Бильбатуа / Алисия    |
| 2007—2012 | мс  | Симпсоны                                 | The Simpsons                               | Дарси                      |
| 2007      | ф   | Мои черничные ночи                       | My Blueberry Nights                        | Лесли                      |
| 2007      | кор | Отель «Шевалье»                          | Hotel Chevalier                            | подружка Джека             |
| 2007      | ф   | Поезд на Дарджилинг                      | The Darjeeling Limited                     | бывшая подружка Джека      |
| 2007      | ф   | Лавка чудес                              | Mr. Magorium's Wonder Emporium             | Молли Махони               |
| 2008      | ф   | Ещё одна из рода Болейн                  | The Other Boleyn Girl                      | Анна Болейн                |
| 2009      | ф   | Нью-Йорк, я люблю тебя                   | New York, I Love You                       | Рифка                      |
| 2009      | ф   | Любовь и прочие обстоятельства           | Love and Other Impossible Pursuits         | Эмили Гринлиф              |
| 2009      | ф   | Братья                                   | Brothers                                   | Грэйс Кэхилл               |
| 2010      | ф   | Хэшер                                    | Hesher                                     | Николь                     |
| 2010      | ф   | Чёрный лебедь                            | Black Swan                                 | Нина Сейерс                |
| 2011      | ф   | Больше чем секс                          | No Strings Attached                        | Эмма Курцман               |
| 2011      | ф   | Храбрые перцем                           | Your Highness                              | Изабелла                   |
| 2011      | ф   | Тор                                      | Thor                                       | Джейн Фостер               |
| 2013      | ф   | Тор 2: Царство тьмы                      | Thor: The Dark World                       | Джейн Фостер               |
| 2015      | ф   | Рыцарь кубков                            | Knight of Cups                             | Элизабет                   |
| 2015      | ф   | Повесть о любви и тьме                   | A Tale of Love and Darkness                | Фаня Оз                    |
| 2015      | ф   | Расцвет бесчувственных ублюдков          | The Heyday of the Insensitive Bastards     | Лора                       |
| 2016      | ф   | Джейн берёт ружьё                        | Jane Got a Gun                             | Джейн Хаммонд              |
| 2016      | ф   | Джеки                                    | Jackie                                     | Жаклин Кеннеди             |
| 2016      | ф   | Планетариум                              | Planetarium                                | Лора Барлоу                |
| 2017      | ф   | Между нами музыка                        | Song to Song                               | Ронда                      |
| 2018      | ф   | Аннигиляция                              | Annihilation                               | Лана                       |
| 2018      | док | Дельфиний риф                            | Dolphin Reef                               | рассказчик                 |
| 2018      | ф   | Смерть и жизнь Джона Ф. Донована         | The Death and Life of John F. Donovan      | Сэм Тёрнер                 |
| 2018      | ф   | Голос люкс                               | Vox Lux                                    | Селеста                    |
| 2019      | ф   | Мстители: Финал                          | Avengers: Endgame                          | Джейн Фостер               |
| 2019      | ф   | Люси в небесах                           | Lucy in the Sky                            | Люси Кола                  |
| 2021      | мс  | Что если…?                               | What If…?                                  | Джейн Фостер               |
| 2022      | ф   | Тор: Любовь и гром                       | Thor: Love and Thunder                     | Джейн Фостер / Могучий Тор |
| 2023      | ф   | Май декабрь                              | May December                               | Элизабет                   |
| 2024      | ф   | Источник вечной молодости                | Fountain of Youth                          | Шарлотта                   |
| 2026      | ф   | Галеристка                               | The Gallerist                              |                            |
| 2026      | ф   | Хороший секс                             | Good Sex                                   | Элли                       |

### Другое
| Год  | Название                         | Оригинальное название              | Роль                            |
| ---- | -------------------------------- | ---------------------------------- | ------------------------------- |
| 2008 | «Ева»                            | Eve                                | режиссёр                        |
| 2008 | Нью-Йорк, я люблю тебя           | New York, I Love You               | режиссёр, сценаристка           |
| 2009 | Любовь и прочие обстоятельства   | Love and Other Impossible Pursuits | исполнительный продюсер         |
| 2010 | Хэшер                            | Hesher                             | продюсер                        |
| 2011 | Больше чем секс                  | No Strings Attached                | исполнительный продюсер         |
| 2015 | Седьмой огонь                    | The Seventh Fire                   | исполнительный продюсер         |
| 2015 | Повесть о любви и тьме           | A Tale of Love and Darkness        | режиссёр, сценаристка, продюсер |
| 2016 | Гордость и предубеждение и зомби | Pride and Prejudice and Zombies    | продюсер                        |
| 2016 | Джейн берёт ружьё                | Jane Got a Gun                     | продюсер                        |

## Роли в театре
- 1994 — «Ruthless!»[англ.]
- 1997 — «Дневник Анны Франк» — Анна Франк
- 2001 — «Чайка» — Нина

## Награды и номинации
Полный список наград и номинаций на сайте IMDb.com.
| Награды и номинации                       | Награды и номинации | Награды и номинации                                                                  | Награды и номинации                      | Награды и номинации |
| Награда                                   | Год                 | Категория                                                                            | Работа                                   | Результат           |
| ----------------------------------------- | ------------------- | ------------------------------------------------------------------------------------ | ---------------------------------------- | ------------------- |
| Оскар                                     | 2005                | Лучшая женская роль второго плана                                                    | Близость                                 | Номинация           |
| Оскар                                     | 2011                | Лучшая женская роль                                                                  | Чёрный лебедь                            | Победа              |
| Оскар                                     | 2017                | Лучшая женская роль                                                                  | Джеки                                    | Номинация           |
| Премия ассоциации женщин-киножурналистов  | 2011                | Лучшая женская роль                                                                  | Чёрный лебедь                            | Номинация           |
| Премия общества кинокритиков Бостона      | 2010                | Лучшая женская роль второго плана                                                    | Чёрный лебедь                            | Победа              |
| BAFTA                                     | 2005                | Лучшая женская роль второго плана                                                    | Близость                                 | Номинация           |
| BAFTA                                     | 2011                | Лучшая женская роль                                                                  | Чёрный лебедь                            | Победа              |
| Премия ассоциации кинокритиков            | 2005                | Лучшая женская роль второго плана                                                    | Близость                                 | Номинация           |
| Премия ассоциации кинокритиков            | 2005                | Лучший актёрский ансамбль (совместно с Джудом Лоу, Клайвом Оуэном и Джулией Робертс) | Близость                                 | Номинация           |
| Премия ассоциации кинокритиков            | 2011                | Лучшая женская роль                                                                  | Чёрный лебедь                            | Победа              |
| Премия ассоциации кинокритиков Чикаго     | 1996                | Лучшая женская роль второго плана                                                    | Красивые девушки                         | Номинация           |
| Премия ассоциации кинокритиков Чикаго     | 1996                | Самая многообещающая актриса                                                         | Красивые девушки                         | Номинация           |
| Премия ассоциации кинокритиков Чикаго     | 2009                | Лучшая женская роль второго плана                                                    | Братья                                   | Номинация           |
| Золотой глобус                            | 2000                | Лучшая женская роль второго плана — Кинофильм                                        | Где угодно, только не здесь              | Номинация           |
| Золотой глобус                            | 2005                | Лучшая женская роль второго плана — Кинофильм                                        | Близость                                 | Победа              |
| Золотой глобус                            | 2011                | Лучшая женская роль — драма                                                          | Чёрный лебедь                            | Победа              |
| Золотой глобус                            | 2017                | Лучшая женская роль — драма                                                          | Джеки                                    | Номинация           |
| Золотая малина                            | 1999                | Худший актёрский дуэт (совместно с Джейком Ллойдом)                                  | Звёздные войны. Эпизод I: Скрытая угроза | Номинация           |
| Золотая малина                            | 2003                | Худшая актриса второго плана                                                         | Звёздные войны. Эпизод II: Атака клонов  | Номинация           |
| Золотая малина                            | 2003                | Худший актёрский дуэт (совместно с Хейденом Кристенсеном)                            | Звёздные войны. Эпизод II: Атака клонов  | Номинация           |
| Независимый дух                           | 2011                | Лучшая женская роль                                                                  | Чёрный лебедь                            | Победа              |
| Премия ирландского кино и телевидения     | 2005                | Лучшая международная актриса                                                         | Страна садов                             | Номинация           |
| Премия Лондонского кружка кинокритиков    | 2005                | Актриса года                                                                         | Близость                                 | Номинация           |
| Премия Лондонского кружка кинокритиков    | 2011                | Актриса года                                                                         | Чёрный лебедь                            | Номинация           |
| MTV Movie Awards                          | 2005                | Лучшая женская роль                                                                  | Страна садов                             | Номинация           |
| MTV Movie Awards                          | 2011                | Лучшая женская роль                                                                  | Чёрный лебедь                            | Номинация           |
| MTV Movie Awards                          | 2005                | Лучший поцелуй (совместно с Заком Браффом)                                           | Страна садов                             | Номинация           |
| MTV Movie Awards                          | 2011                | Лучший поцелуй (совместно с Милой Кунис)                                             | Чёрный лебедь                            | Номинация           |
| MTV Movie Awards                          | 2011                | Лучший момент                                                                        | Чёрный лебедь                            | Номинация           |
| Национальный совет кинокритиков США       | 2004                | Лучший актёрский ансамбль (совместно с Джудом Лоу, Клайвом Оуэном и Джулией Робертс) | Близость                                 | Победа              |
| Онлайн-премия кинокритиков Нью-Йорка      | 2010                | Лучшая женская роль                                                                  | Чёрный лебедь                            | Победа              |
| Онлайн-премия общества кинокритиков       | 2005                | Лучшая актриса второго плана                                                         | Близость                                 | Номинация           |
| Онлайн-премия общества кинокритиков       | 2010                | Лучшая женская роль                                                                  | Чёрный лебедь                            | Победа              |
| Выбор народа                              | 2005                | Любимый фильм                                                                        | Близость                                 | Номинация           |
| Премия общества кинокритиков Сан-Диего    | 2004                | Лучшая актриса второго плана                                                         | Близость                                 | Победа              |
| Спутник                                   | 2005                | Лучшая женская роль второго плана в драме                                            | Близость                                 | Номинация           |
| Спутник                                   | 2005                | Лучшая женская роль в мюзикле или комедии                                            | Страна садов                             | Номинация           |
| Спутник                                   | 2010                | Лучшая женская роль в драме                                                          | Чёрный лебедь                            | Номинация           |
| Сатурн                                    | 2000                | Лучший молодой актёр или актриса                                                     | Звёздные войны. Эпизод I: Скрытая угроза | Номинация           |
| Сатурн                                    | 2003                | Лучший молодой актёр или актриса                                                     | Звёздные войны. Эпизод II: Атака клонов  | Номинация           |
| Сатурн                                    | 2006                | Лучшая киноактриса                                                                   | Звёздные войны. Эпизод III: Месть ситхов | Номинация           |
| Сатурн                                    | 2006                | Лучшая киноактриса                                                                   | V — значит Вендетта                      | Победа              |
| Сатурн                                    | 2010                | Лучшая киноактриса                                                                   | Братья                                   | Номинация           |
| Сатурн                                    | 2011                | Лучшая киноактриса                                                                   | Чёрный лебедь                            | Победа              |
| Премия Гильдии киноактёров США            | 2011                | Лучшая женская роль                                                                  | Чёрный лебедь                            | Победа              |
| Teen Choice Awards                        | 2000                | Лучшая актриса (драма/экшн)                                                          | Там, где сердце                          | Номинация           |
| Teen Choice Awards                        | 2002                | Лучшая актриса (драма/экшн)                                                          | Звёздные войны. Эпизод II: Атака клонов  | Победа              |
| Teen Choice Awards                        | 2002                | Лучшая экранная пара (совместно с Хейденом Кристенсеном)                             | Звёздные войны. Эпизод II: Атака клонов  | Номинация           |
| Teen Choice Awards                        | 2005                | Лучшая актриса (драма)                                                               | Близость                                 | Номинация           |
| Teen Choice Awards                        | 2005                | Лучшая актриса (драма)                                                               | Страна садов                             | Номинация           |
| Teen Choice Awards                        | 2005                | Лучшая актриса (экшн)                                                                | Звёздные войны. Эпизод III: Месть ситхов | Номинация           |
| Teen Choice Awards                        | 2005                | Лучший экранный лгун                                                                 | Страна садов                             | Номинация           |
| Teen Choice Awards                        | 2005                | Лучший поцелуй                                                                       | Страна садов                             | Номинация           |
| Teen Choice Awards                        | 2005                | Лучшая любовная сцена                                                                | Страна садов                             | Номинация           |
| Teen Choice Awards                        | 2006                | Лучшая актриса (драма/экшн)                                                          | V — значит вендетта                      | Номинация           |
| Teen Choice Awards                        | 2011                | Лучшая актриса (драма)                                                               | Чёрный лебедь                            | Победа              |
| Teen Choice Awards                        | 2011                | Лучшая актриса (романтическая комедия)                                               | Больше чем секс                          | Номинация           |
| Teen Choice Awards                        | 2011                | Лучший поцелуй                                                                       | Чёрный лебедь                            | Номинация           |
| Премия ассоциации кинокритиков Торонто    | 2011                | Лучшая женская роль                                                                  | Чёрный лебедь                            | Номинация           |
| Премия ванкуверского кружка кинокритиков  | 2005                | Лучшая женская роль второго плана                                                    | Близость                                 | Номинация           |
| Премия ванкуверского кружка кинокритиков  | 2005                | Лучшая женская роль второго плана                                                    | Страна садов                             | Номинация           |
| Премия ванкуверского кружка кинокритиков  | 2011                | Лучшая женская роль                                                                  | Чёрный лебедь                            | Номинация           |
| Премия ассоциации кинокритиков Вашингтона | 2010                | Лучшая женская роль                                                                  | Чёрный лебедь                            | Номинация           |
| Молодой актёр                             | 2000                | Лучшая молодая актриса                                                               | Где угодно, только не здесь              | Номинация           |
| Молодой актёр                             | 2001                | Лучшая молодая актриса                                                               | Там, где сердце                          | Номинация           |